# Harpochilus
- Commons
- Wikispecies

Harpochilus Nees, segundo o Sistema APG II, é um gênero botânico da família Acanthaceae

## Espécies
Apresenta três espécies:
- Harpochilus neesianus
- Harpochilus phacocarpus
- Harpochilus trimerocalyx
- «Lista das espécies»

## Nome e referências
Harpochilus Nees , Mart., 1847

## Classificação do gênero
| Sistema | Classificação                       | Referência            |
| ------- | ----------------------------------- | --------------------- |
| APG II  | Ordem Lamiales, família Acanthaceae | APweb, versão 9, 2008 |